# Arsenal royal de Varsovie
L'Arsenal royal de Varsovie (en polonais : Arsenał Królewski w Warszawie) est un ancien arsenal militaire situé dans la rue Długa à Varsovie. À travers les âges, le bâtiment a joué différents rôles. Il abrite actuellement le Musée national d’archéologie.

## Histoire
Pendant l'Insurrection de Kościuszko de 1794, l'édifice est le théâtre de combats intenses entre l'armée polonaise et des civils et les unités russes occupant Varsovie. Endommagé pendant les combats, le bâtiment est reconstruit en 1817 sous la direction de Wilhelm Minter. Entre 1818 et 1831, l'arsenal est placé sous la direction de l'artilleur français et chef du corps des fusées, le général de brigade Pierre Bontemps, surnommé le « forgeron ». Il est à la tête de plusieurs artilleurs polonais, dont le brillant Józef Bem, qui s'enthousiasment pour les roquettes inventées par le Britannique Sir William Congreve et y apportent des adaptations nouvelles telles que les Lance-roquettes multiple.
Après l'Insurrection de novembre 1830, le bâtiment est transformé pour accueillir une grande prison tsariste. Cependant, les autorités russes changent d'avis et font construire l'énorme citadelle de Varsovie. L'arsenal est converti en un lieu de détention temporaire de criminels de droit commun, les prisonniers politiques étant détenus dans la citadelle. Après que la Pologne eut recouvré son indépendance, le bâtiment sert de commissariat de police.
Entre 1935 et 1938, sous le mandat de Stefan Starzyński, l'arsenal est reconverti pour accueillir les archives de la ville. Les principaux architectes, Bruno Zborowski (pl) et Andrzej Węgrzecki, décident de redonner à une grande partie des bâtiments, l'aspect du XVIIe siècle.
Le bâtiment survit à l'invasion de la Pologne en 1939 et pendant l'occupation allemande, continue à jouer son rôle d'avant-guerre. Le 26 mars 1943, lors de l'opération Arsenal un commando de 28 scouts des Szare Szeregi, conduits par Stanisław Broniewski 
« Orsza », officier de l'AK parvient à libérer le chef de troupe Jan Bytnar alias « Rudy », qui avait été arrêté avec son père par la Gestapo. 24 autres prisonniers, parmi lesquels un autre chef de troupe des groupes d'assaut (Grupy Szturmowe), Henryk Ostrowski « Henryk », ainsi que 6 femmes sont également libérés. 
Le bâtiment est ensuite le théâtre de violents combats lors de l’insurrection de Varsovie en 1944 et devient l'une des redoutes des insurgés, défendant la zone l’ouest de la vieille ville de Varsovie. Après la capitulation du soulèvement, l'arsenal ainsi que les bâtiments environnants et le passage de Simmons, l'un des centres commerciaux les plus luxueux de la ville entre les deux guerres sont complètement détruits par les Allemands. 

## Reconstruction
En 1948, il est décidé que l'arsenal sera reconstruit dans sa forme originale du XVIIe siècle. Les travaux se terminent en 1950, sous la supervision de Bruno Zborowski, qui avait déjà présidé la reconstruction de 1935. Depuis 1959, l'arsenal abrite le Musée national d'archéologie

## Sources
- (pl) Cet article est partiellement ou en totalité issu de l’article de Wikipédia en polonais intitulé « Arsenał Królewski w Warszawie » (voir la liste des auteurs).

- (en) Cet article est partiellement ou en totalité issu de l’article de Wikipédia en anglais intitulé « Warsaw Arsenal » (voir la liste des auteurs).